# Mary Wilson
Mary Wilson (Greenville, 6 de março de 1944 – Henderson, 8 de fevereiro de 2021) foi uma cantora norte-americana que fez parte do grupo de maior sucesso nos anos 60, The Supremes (inicialmente chamado The Primettes) como backing vocal contralto, junto a Florence Ballard, que era cantora líder soprano, e Diana Ross, backing vocal mezzo soprano.

## Com The Primettes e The Supremes

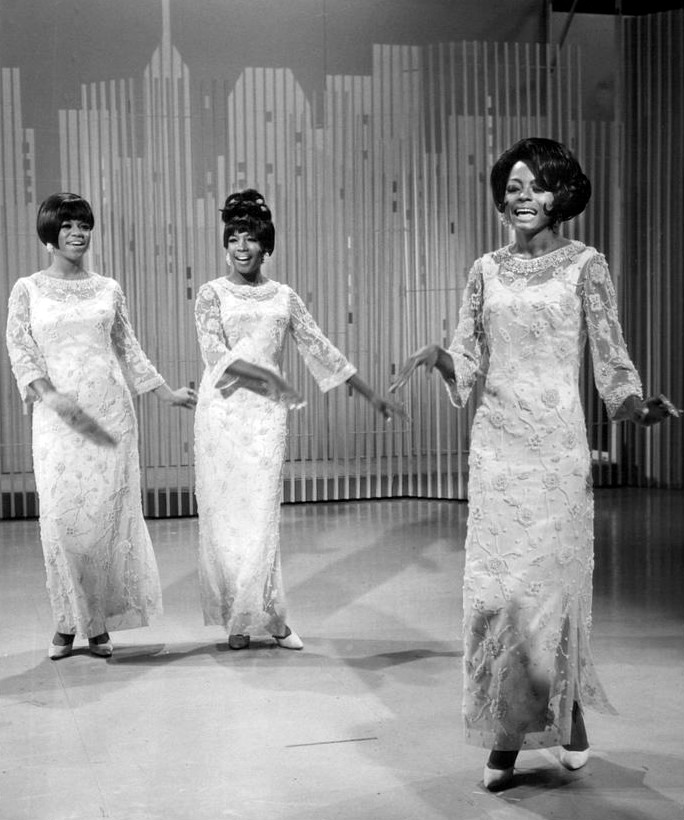
Foto publicitária do grupo musical The Supremes do programa de televisão The Ed Sullivan Show. LR: Florence Ballard, Mary Wilson e Diana Ross.

Nascida no Mississipi, cresceu em Detroit,  Michigan. Wilson era filha mais velha de Sam e Johnnie Mae Wilson. Em 1958, conheceu Florence Ballard, que logo a convidou para cantarem em um grupo musical. Wilson aceitou e chamou Diana Ross e Betty McGlown. Assinaram contrato com a Lu Pine Records em 1959 e ficaram conhecidas como The Primettes.
Em 1960, sua segunda música, "Pretty Baby", teve Mary Wilson como líder. No mesmo ano, Betty McGlown  saiu do grupo. Em seu lugar, entra Barbara Martin.
Em 1962, com a saída de Barbara Martin, o grupo se torna um trio, que passa a se chamar The Supremes. Em 1964, seu primeiro "disco número 1", Where Did Our Love Go - um single que deu origem ao nome do álbum. Seguiram-se muitos discos número 1, nas paradas pop e R&B: Where Did Our Love Go, Baby Love, Come See About Me, Stop! In The Name of Love e Back in my Arms Again. The Supremes tornou-se um grupo conhecido em muitos lugares do mundo, sendo Wilson  backing vocal. Diane (renomeada Diana) era a cantora líder desde 1962 e a estrela do grupo. Mary ficou no meio de brigas entre Ballard e Ross. Ballard começou o grupo sendo a vocalista, mas Berry Gordy achou que Ross tinha um potencial maior como cantora líder. Ballard então começou a cantar mais alto, pois sua voz era facilmente reconhecida, por ser a mais forte do grupo, incluindo a de Ross.
Wilson aguentava o fato de ser apenas cantora de fundo e jamais fez alguma reclamação, já no caso de Ballard, a mesma vivia frustrada por esse fato. Começou a beber excessivamente e ganhou peso, o que foi motivo de risada para muitos e de sofrimento para Ballard. Nas disputas entre as duas, Wilson era conselheira de Ballard ao pedir que não demonstrasse sua raiva, para que não sofresse as consequências planejadas por Ross e Gordy.
Em 1967, no Hotel Flamingo, em Las Vegas, Ballard, que se mostrou embriagada durante o show, expôs seu estômago em uma das performances do grupo no hotel. Gordy mandou Florence voltar para Detroit. No dia seguinte, Ballard foi demitida e substituída por Cindy Birdsong, cantora do grupo Patti LaBelle and The Bluebelles.
Com a entrada de Birdsong, o grupo passou a se chamar Diana Ross and The Supremes. Ross tornou-se amante de Berry Gordy.
Em 1970, Diana Ross saiu do grupo, que voltou a se chamar The Supremes. Diana foi substituída por Jean Terrell, que ficaria somente até o ano seguinte. Em 1973, Cindy Birdsong saiu por gravidez, sendo substuída por Lynda Laurence. Em 1974, quando Terrell e Laurence saíram do grupo, Scherrie Payne entrou no lugar de Terrell e Birdsong retorna.
Cindy Birdsong deixou definitivamente o grupo em 1976, sendo substituída por Susaye Greene, ultima integrante a vir participar do grupo.

## Carreira solo
Em 1977, o grupo The Supremes se separou, e Mary passou a ter uma carreira solo. Alguns anos depois, lançou suas memórias, Dreamgirl: my life as a Supreme. O livro fala sobre como foi ser uma Supreme e trabalhar com Florence Ballard, Diana Ross e todas as outras garotas.
Em 1988, ao lado de Diana Ross e Florence Ballard, foi introduzida ao Rock and Roll Hall of Fame como uma das membras de The Supremes.
Em 1990, ela lançou Supreme Faith: Someday We'll Be Together (título derivado da canção de 1969,  Someday We'll Be Togheter), outro livro de memórias, dessa vez sobre os anos posteriores, abordando The Supremes nos anos setenta e suas lutas pessoais durante aquele período.
Nessa época, Wilson foi convidada para vários programas de TV e talk shows e atuava regularmente em cassinos de Las Vegas e em resorts. Em 1987, Wilson quase assinou um contrato com a Atlantic Records, mas a gravadora acabou cancelando o negócio.  Ela então gravou uma versão cover de Ooh Child para a etiqueta Motorcity, em 1990. Um ano depois, assinou contrato com a CEO Records e lançou o álbum, Walk the Line, em 1992. Posteriormente,  a gravadora foi à falência, mas a cantora continuou a ter sucesso como concertista. Em 1997, ela se envolveu em uma disputa sobre o uso do nome Supremes, iniciando um processo judicial contra Kaaren Ragland para impedi-la de  chamar seu grupo "Os sons das Supremes". O tribunal decidiu a favor de Ragland. Em 1995, Wilson lançou a canção "U", com contrato de gravação estabelecido no Reino Unido. Um ano depois, Wilson lançou Turn Around para Da Bridge Records.
Ao final de 1999, as negociações foram iniciadas para reunir a linha 1967-1970 das Supremes, Ross, Wilson e Birdsong sob sua Diana Ross & The Supremes moniker com SFX. Depois de rejeitar o contrato de dois milhões de dólares original oferecido a ela, Wilson queria entrar por cinco milhões, estabelecendo-se afina um valor de US $ 4 milhões. Em maio de 2000, Wilson saiu do concerto, tal como fez Birdsong, e SFX substituiu-as por Scherrie Payne e Lynda Laurence.
A turnê foi cancelada  em 2000. Naquele ano, Wilson lançou uma versão atualizada de suas memórias como um único livro combinado. Nesse ano, um álbum, I Am Changing, foi lançado pela Duryea Entertainment.
Em 2002, Wilson foi apontada por Colin Powell, Secretário de Estado dos EUA, como um "embaixatriz da cultura", aparecendo em eventos internacionais. Em 2006,  foi lançado o DVD de um show ao vivo de Mary Wilson no Sands. Quatro anos mais tarde, um outro DVD, Mary Wilson: Live from San Francisco ... Up Close, foi lançado.
Em abril de 2008, Wilson fez uma aparição especial para participar de um experimento social envolvendo peões reagem a uma jovem mulher (Ambre Anderson) cantando "Stop! Em Nome do Amor" com amadorismo intencional. Wilson se aproximou da mulher e deu-lhe uma crítica construtiva para seu estilo, em contraste com os pedestres cujas reações foram positivas ainda desonesto. Em 5 de março de 2009, ela fez uma participação especial em O Show de Paul O'Grady, que terminou em uma performance especial com ela, Paul O'Grady e Graham Norton.
Em 12 de maio de 2008, iniciou a sua turnê europeia, com início no Victoria and Albert Museum. Mais de cinquenta conjuntos de vestidos são mostrados em rotação, começando com o desgaste informal no início dos anos 1960, e incluindo vestidos famosos usados em especiais de televisão e aparições discoteca pelo grupo nos anos 1960 e 1970.
Em 2004, cantou um medley das Supremes junto com Cindy Birdsong e Kelly Rowland do grupo Destiny's Child.

## Morte
Wilson morreu em 8 de fevereiro de 2021, aos 76 anos de idade, em Henderson.